# Пођо Сан Микеле (Потенца)
Пођо Сан Микеле (итал. Poggio San Michele) је насеље у Италији у округу Потенца, региону Базиликата.
Према процени из 2011. у насељу је живело 41 становника. Насеље се налази на надморској висини од 868 м.